# Péchy Imre (kartográfus)
péchujfalusi Péchy Imre (Nagykölked, 1832. szeptember 25. – Budapest, 1898. február 19.) kartográfus, a magyar térképészet nagy alakja, a párizsi Académie Nationale tagja, a Péchy család sarja.

## Életpályája
Péchy Emánuel és Udvardy Emma gyermekeként született Nagykölkeden.
Honvédként harcolt az 1848-19-es forradalom és szabadságharc alatt. majd az 1853-tól az akkor megkezdett magyar kataszteri földmérés szolgálatába állt. 1870 és  1872 között a kataszteri térképosztály térképtárvezetője, később az államnyomda igazgatója volt.
Budapesten hunyt el, 1898-ban.

## Híres térképei
- (Cultura Croquis...). A kataszteri térképek alapján készítette a 6 – 10 térképlap anyagát összefogó, 1:144 000 méretarányú, gazdagon színezett közigazgatási és földmívelési térképeit.
- Budapest és környéke. 1872. (színes térkép)
- A Tátra hegység domborművű térképe.
- A Balaton medrének és környékének domborműve
- Mehádia környékének domborműve

Fentiek a legelső magyarországi domborművű térképek, amelyeket az 1896-os millenniumi kiállításon, a párizsi és velencei földrajzi kiállításokon, végül Bécsben is kitüntetéssel jutalmaztak.